# Choúlou
Choúlou är en ort i Cypern.   Den ligger i distriktet Eparchía Páfou, i den västra delen av landet, 80 km väster om huvudstaden Nicosia. Choúlou ligger 366 meter över havet och antalet invånare är 198. Den ligger på ön Cypern.
Terrängen runt Choúlou är kuperad.Trakten runt Choúlou är glesbefolkad, med 8 invånare per kvadratkilometer. Närmaste större samhälle är Pafos, 16,2 km sydväst om Choúlou. Trakten runt Choúlou består till största delen av jordbruksmark.